# Koasati
Koasati (Coushatta), pleme Muskogean Indijancev, naseljeno v zgodnjem 18. stoletju na območju današnjega mesta Montgomery v Alabami. 

## Ime
Pomen imena je neznan. Pogosto se navaja tudi kot Coosawda, Coushatta in skrajšano Shati.

## Zgodovina
Swanton za zgodnjo lokacijo Koasatijev navaja kraj, kjer se združita reki Coosa in Tallapoosa in najbolj znana vas Wetumpka, na vzhodni obali Coose v okrožju Elmore. Wetumpka se je kasneje razdelila na Big Wetumpka, kjer je sodobna Wetumpk in Little Wetumpka, pri slapovih Coose. Po zmagi v francosko-indijanski vojni Angležev nad Francozi, po 1763, mnogi Koasati in Alabame zapustijo svoje domove in prečkajo Mississippi v Louisiano. V Louisiani so Koasati zgradili več naselij, največje pri ustju Quicksand Creeka na vzhodni obali reke Sabine. Kmalu so začeli prehajati na območje Teksasa, ki so ga takrat držali Španci. Španski uradniki so jih lepo sprejeli, saj so pričakovali, da bodo okrepili vzhodno mejo s prijateljskimi plemeni. Koasati so se tukaj potikali okoli Red Rivera in Sabine. Špancem so služili kot stražarji in izvidniki na strateških položajih ob reki Trinity. Leta 1830 jih je 600 živelo v ali blizu svojih neodvisnih vasi. Tukaj so se ukvarjali z lovom, ribolovom, nabiranjem in trgovanjem s Španci. V sedanjem okrožju San Jacinto se je nahajala vas Upper Coushatta Village (Battise Village), zdaj pod vodo jezera Livingston. Swanton meni, da so Koasati v tej vasi 1850 imeli 500 bojevnikov, vključno z vasjo Colita's Village (Lower Coushatta Village). Drugo njihovo naselje Long King's Village (Middle Coushatta village) se je nahajalo na sotočju Tempe Creeka in Long King Creeka, v okrožju Polk, približno 2 mi (3,2 km) severno od jezu jezera Livingston Dam, na reki Trinity. Ta vas je bila njihovo glavno središče, v njej je živel Long King, glavni poglavar nad vsemi poglavarji Koasatijev. Od poglavarjev iz tistega časa pri teksaških Koasatijih se omenjajo Long King, Tempe in Long Tom. Po vseh njih so poimenovani potoki v okrožju Polk. Drugi poglavarji so bili Colita, Ben-Ash, Canasa Gimingu, Chickasaw Abbey, Mingo, Payacho, Pia Mingo in Usacho. Koasati so ostali nevtralni v teksaški revoluciji (Texas Revolution), vendar so med 'Runaway Scrape', begom teksaških družin pred invazijo vojske de Santa Anne pomagali tem ljudem in jih hranili, ko so iskali zatočišče in zaščito v njihovih vaseh. Leta 1839 so se pojavili Komanči in napadli Long King's Village. Toda tudi Koasati so bili dobri bojevniki, premagali so in pregnali sovražnika. Pleme je začelo delati na tem, da bi jim dodelili zemljo za rezervat. Vse bo padlo v vodo. Leta 1852 je umrl poglavar Colita. Ta poglavar je bil tako učinkovit in priljubljen, da je Galveston News z žalostjo pisal o njegovi smrti. Kar Koasatijem ni uspelo, je uspelo njihovim sorodnikom in prijateljem Alabamam, dobili so leta 1854. rezervat v okrožju Polk. Del se jih je združil z Alabamami (leta 1859) v tem okrožju, kjer njihovi potomci živijo še danes. Del jih je ostal v Colita's Village v okrožju San Jacinto do leta 1906, ko so se pridružili tistim v okrožju Polk. Velik del pa se je vrnil v Louisiano, v bližino Kindera. Deli Koasatijev v Alabami so se združili s Creeki na poti v Oklahomo. Njihovi potomci še danes živijo v navedenih državah.

## Kultura
Koasati so kulturno pripadali Jugovzhodnim Indijancem, stalno naseljenim poljedelcem, katerih glavna kultura je bila koruza. 

## Populacija
Koasati po NAHDB-ju štejejo le 500 duš (1700) v Alabami, tako ocenjuje tudi Swanton za leto 1760. Leta 1800. za NAHDB jih je le 600, po 200 v Alabami, Louisiani in Teksasu. Vse te ocene so večkrat zmanjšale njihovo številčno stanje in so neusklajene in protislovne. Tako so za Swantona  leta 1850 Koasati imeli 500 bojevnikov samo v vaseh Battise in Colita's Village, kjer so bile še ženske in otroci. Tudi kasnejše številke so nezanesljive. Tako BIA iz Louisiane navaja samo Koasatije iz Louisiane, ki jih je bilo po njihovem mnenju 537 v tej državi 1989 leta. Število organizacije Ethnolog za 2000 leto, verjetno samo govorcev, je 100 duš v državi Teksas in nikjer drugje, je popolnoma nesmiselno. Leta 2000. NAHDB spet izračuna, da jih je 200 v Alabami, 700 v Louisiani in 100 v Teksasu.